# Louis Stern (Politiker)
Louis Stern (* 22. Februar 1847 in Ziegenhain; † 20. Juni 1922 in Paris) war ein deutsch-amerikanischer Unternehmer, einer der bedeutendsten Geschäftsleute New Yorks und Politiker.

## Leben
Als Sechsjähriger wanderte Stern im Jahr 1853 mit seinen Eltern – sein Vater Meyer A. Stern war ein Juwelier in bescheidenen Verhältnissen, seine Mutter war die im Jahr 1880 als 58-Jährige bereits verwitwete Sophia Rosenstock (1822–??) – in die USA nach Albany (New York) aus, wo der Vater seinem Beruf als Juwelier und Uhrmacher nachging und Sohn Louis sowohl die öffentliche Schule als auch anschließend die Hochschule (Academy) besuchte. Während die Brüder Isaac, Benard und Benjamin als Lehrlinge im väterlichen Betrieb blieben, wurde Louis zur kaufmännischen Ausbildung zu einem Onkel nach Petersburg (Virginia) geschickt.
Nach Ende seiner Ausbildung zog Stern nach New York und wollte mit allen seinen Brüdern, die inzwischen als fahrende Uhrmacher unterwegs waren, ein gemeinsames Unternehmen gründen. Schließlich gründete er nur mit Bruder Isaac im März 1867 die Firma „Stern Brother’s“ im New Yorker Stadtteil Manhattan in der Avenue of the Americas (Sixth Avenue), Ecke 22. Straße. Die Firma wurde so erfolgreich, dass schon nach nur einem Jahr erweitert werden musste. Später stiegen auch die Brüder Bernard und Benjamin ins Geschäft ein, das Isaac Stern bis Herbst 1910 leitete; sein Stellvertreter war Louis. Nach Isaacs Rückzug in den Ruhestand übernahm Louis im November 1910 die Geschäftsleitung, die er bis zu seinem Tod innehatte. Das Kaufhaus wurde im Jahr 1913 in die 42nd Street verlagert, zwischen Fifth Avenue und Sixth Avenue. Die Firma war inzwischen ein Großkaufhaus geworden, das über Bekleidung, Möbel, Haushaltswaren oder Schönheitsprodukte ein breites Spektrum anbot. Bekannter wurde die Firma unter dem kurzen Namen „Stern’s“. Später ging das Unternehmen in den Konzernen Macy’s und Bloomingdale’s auf.
Nicht nur dem Bau dieses Kaufhauses war der Aufstieg der 42nd Street zu verdanken, sondern auch Sterns Tätigkeit als Präsident der „Fourty-second Street Property Owners and Merchants' Association, Inc.“.

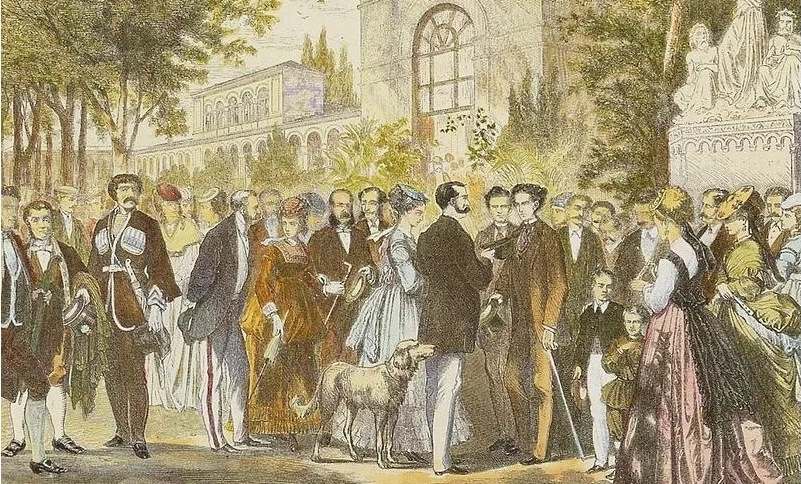
Die Louis-Stern-Affäre 1895 im Kursaal von Bad Kissingen;
kolorierter Holzstich (Ausschnitt) aus einer Illustrierten

In Deutschland wurde Stern im Jahre 1895 Mittelpunkt der Louis-Stern-Affäre, die einen antisemitischen Hintergrund hatte.
Nach einer schweren Herzoperation am 8. Mai im Mount Sinai Hospital, die ihn sehr geschwächt hatte, begab sich Stern mit seiner Tochter Beatrice im Juni 1922 an Bord der Homeric, einem Schiff der White Star Line, auf eine viermonatige private Besuchs- und Genesungsreise nach Europa, wo er am 11. Juni in Paris eintraf. Noch während seines dortigen Aufenthalts im „Hôtel Claridge“ starb er im Beisein seines Schwiegersohnes Leo von Graffenried dennoch unerwartet am Mittwoch, den 21. Juni, an einem Herzinfarkt im Alter von 75 Jahren. Zunächst verblieb der Leichnam in der Gruft der amerikanischen Kirche in Paris (Rue George V.), wurde aber im Herbst nach New York überführt und am 17. September 1922 im Familien-Mausoleum auf dem jüdischen „Salem Fields Cemetery“ in Brooklyn beigesetzt.
Stern lebte mit seiner Familie in seinem Landhaus in Tarrytown am Ostufer des Hudson River und im Stadthaus 993 Fifth Avenue in Manhattan.
Stern heiratete am 30. Juli 1879 in Deutschland Lisette Strupp (* 1858 bei Frankfurt am Main; † 26. November 1905 in Frankfurt am Main). Sie starb nach kurzer Krankheit während eines Heimaturlaubs. Das Ehepaar hatte die Töchter Irma (verheiratete von Graffenried) und Beatrice sowie die beiden Söhne Melville A. und Louis jun. (zu Louis jun. siehe Louis-Stern-Affäre).

## Politiker
Stern war Mitglied der Republikanischen Partei und engagierte sich politisch in Stadt und Land. So wurde er, für ihn selbst völlig überraschend, im Jahr 1897 für den Stadtteil Manhattan als Kandidat für das Amt eines „Borough President“ nominiert, verlor allerdings diese Wahl. Im Jahr 1904 war er Ersatzdelegierter für New York bei der Republican National Convention.
US-Präsident William McKinley ernannte ihn 1900 zum Kommissar für die Weltausstellung 1900 in Paris. Frankreich ernannte ihn später zum Ritter der Ehrenlegion. Im Jahr 1904 war er Vorsitzender des Exekutiv-Komitees der Kommission des Staates New York für die Louisiana Purchase Exposition.

## Mitgliedschaften
Stern war Mitglied zahlreicher Organisationen und Clubs, so u. a. im deutschen „Liederkranz“, im Metropolitan Museum of Art, im National Museum of Natural History, der „Aldine Association“, der American Geographical Society, der „Albany Society“ und der Handelskammer von New York. Seit 1903 war er auch Mitglied der 1902 gegründeten britisch-amerikanischen „Pilgrims Society“. 1905 wurde er einer der Direktoren der „Equitable Life Assurance Society“. Außerdem war er Mitglied des 1870 gegründeten, vornehmen „Lotos Club“ und des „Patria Club“. Er war Präsident des „Republican Club“ (Metropolitan Republican Club).
Er war Direktor der „Lincoln Trust Company“, der „Atlantic Mutual Life Insurance Company“ (seit 1910) und der „Mutual Life Insurance Company of New York“, der „Bank of New Amsterdam“, der „Madison Safe Deposit Company of New York“ und der „New Amsterdam Safe Deposit Company of New York“. Außerdem war er Präsident der „Librabry Square Realty Company“.
Er engagierte sich außerdem in jüdischen Belangen, war über dreißig Jahre Förderer, schließlich zehn Jahre Präsident und die letzten vier Jahre bis zu seinem Tod Ehrenmitglied des „Hebrew Benevolant and Orphan Asylum“. Er galt allgemein als Wohltäter und Philanthrop.

## Orden und Ehrenzeichen
- Ritter der Ehrenlegion[7]